# Белявский, Алексей Григорьевич
Алексей Григорьевич Белявский (1884—1938) — советский учёный-электромеханик, профессор.
Основные работы в области общей и теоретической электротехники. Основатель новочеркасской научно-педагогической школы электротехников.

## Биография
Родился в 1884 году в Харькове.
В 1909 году окончил Петербургский политехнический институт. После его окончания был командирован в Германию, где стажировался в течение года. Там у него 18 января 1910 года родился сын Алексей.
Свою научную и педагогическую деятельность А. Г. Белявский начал 1 сентября 1910 года в Новочеркасске, в Донском политехническом институте. В 1914 году защитил докторскую диссертацию, а в 1918 году стал профессором кафедры электротехники.
Стал основателем кафедры электротехники в РГУПС (Ростовский государственный университет путей сообщения, первоначальное название — РИИПС), был заведующим кафедрой с 1929 по 1937 годы.
В 1930—1931 годах он был помощником директора Северо-Кавказского энергетического института по научно-учебной работе. Будучи заведующим кафедрой электротехники РИИПС, А. Г. Белявский состоял также профессором Донского института сельского хозяйства и мелиорации, Донского горного института.
К числу наиболее значительных научно-технических задач, решением которых занимался учёный, необходимо отнести план ГОЭЛРО и проект завода «Ростсельмаш». Профессор длительное время редактировал «Известия ДПИ» и «Труды ДПИ», много печатался в РИИПСе, являлся членом редколлегии журнала «Электричество». Построил первый в России стеклянный ртутный выпрямитель.
Расстрелян 3 июня 1938 года по сталинским спискам, реабилитирован в 1958.
Обладал большой собственной библиотекой.

## Награды и звания
- Заслуженный деятель науки и техники РСФСР (1934)[4].